# Hunds regel
Hunds regel beskriver fördelningen av elektroner för att nå lägsta energinivå för en atom. Regeln är namngiven efter och upptäckt av den tyska forskaren Friedrich Hund.
Enligt Hunds regel för atom i grundtillstånd fylls först varje orbital som har samma energinivå med en elektron, först när alla orbitaler på samma energinivå är fyllda med en elektron kan de fyllas på med den andra elektronen. De ensamma elektronerna har alltid samma spinn.